# گملا بنک‌هوست
گملا بنک‌هوست (به سوئدی: Gamla bankhuset) یک ساختمان دو طبقه قدیمی در شهر اومئو، سوئد است.
این ساختمان که به رنگ زرد است در سال ۱۸۸۷ میلادی با سبک نئورنسانس ساخته شده و در سال ۱۹۹۲ مورد بازسازی قرار گرفته است. این بنا برای بانک طراحی شده بوده است. طبقه اول تالار مخصوص بانک و طبقه دوم دفتر رئیس بانک و همچنین دارای ۶ اتاق بوده است.